# The Shining (boek)
The Shining (in het Nederlands vertaald als De Shining) is een roman van Stephen King uit 1977. Het verhaal draait om het gezin Torrance, dat in de winter een verlaten hotel beheert waar het blijkt te spoken.
Het boek werd in 1980 verfilmd als The Shining door Stanley Kubrick, die het verhaal op essentiële punten aanpaste. In 1997 werd er een eveneens gelijknamige miniserie van het boek gemaakt door Mick Garris, die het boek nauwkeuriger volgt. King schreef hiervoor zelf het scenario. In 2013 kreeg het boek een vervolg getiteld Dr. Sleep.

## Inhoud
Het boek is verdeeld in vijf delen.

### Deel 1 - Inleidende Zaken
Jack Torrance is een schrijver met een verleden als alcoholist. Deze verslaving heeft zijn carrière meermaals gedwarsboomd en ervoor gezorgd dat hij in een dronken bui de arm van zijn vijfjarige zoontje Danny brak. Het keerpunt kwam toen hij samen met zijn drinkebroeder Al dronken over de weg raasde en met de wagen een kinderfiets schepte. Hoewel ze geen kind konden vinden dat op die fiets gezeten had kunnen hebben, stopten Jack en Al per direct met drinken. Jack probeert nu van de drank af te blijven en het toneelstuk te voltooien dat hij wil schrijven. Al wendt zijn invloed als bestuurslid aan om Jack aan een baantje te helpen als beheerder van het Overlook Hotel. Hier moet op gepast worden gedurende de wintermaanden waarin het leegstaat. Danny heeft een paranormale gave (the shining) en vertrouwt het hotel niet. Hij wil er liever niet naartoe, maar zwijgt hierover omdat hij beseft dat dit voor zijn vader een laatste kans is om nog iets van zijn professionele leven te maken.

### Deel 2 - Sluitingsdag
Op de sluitingsdag van het hotel betrekken Jack, zijn vrouw Winnifred (Wendy) en hun zoontje Danny het hotel. Dat ligt afgelegen in de hoge bergen bij Sidewinder. Danny voelt aan dat er akelige dingen in het hotel zijn gebeurd en gaan gebeuren. De hotelkok Dick Hallorann blijkt deze gave ook te hebben en drukt Danny op het hart hem via 'het licht' te roepen als er moeilijkheden zijn.

### Deel 3 - Het Wespennest
Als de winter nadert zit de familie Torrance alleen in het hotel. Danny ziet verschijningen door zijn gave. De brandslang gedraagt zich als een echte slang die hem wil aanvallen, hij ziet bloedvlekken op de muur en in kamer 217 stapt een daar jaren geleden overleden vrouw uit het bad om hem te pakken. Wendy maakt zich zorgen om hem. Jack raakt steeds meer gefascineerd door het Overlook Hotel en zijn geschiedenis en begint Wendy en Danny steeds meer te beschouwen als mensen die het slecht met hem voor hebben en hem Overlook willen afnemen.

### Deel 4 - Gevangen in de Sneeuw
Jack krijgt ook angstdromen in Overlook. Hij ziet de heggedieren in de tuin van houding en locatie veranderen en vreest dat die hem willen aanvallen. In een angstdroom slaat hij de radio, waarmee ze contact hebben met de buitenwereld, kapot. Danny heeft blauwe plekken in zijn nek doordat de vrouw in de badkamer hem probeerde te wurgen. Wendy beschuldigt Jack ervan het gedaan te hebben. Jack wordt woedend en wil zijn heil zoeken in de drank. Als hij de bar binnengaat is deze gevuld met flessen alcoholische drank, terwijl er geen druppel drank aanwezig was in het hotel toen zij daar introkken. Jack wordt bediend door barman Lloyd, hoewel er buiten hem, Wendy en Danny niemand anders in het hotel aanwezig was toen zij daar introkken. Jack begint zijn gezin te verwaarlozen en steeds meer van het hotel te houden. Hij raakt ervan overtuigd dat het hotel grote plannen met hem heeft. Daarom maakt hij de sneeuwmobiel onklaar, waardoor ze niet meer weg kunnen. Danny voorziet het gevaar en roept Hallorann aan met 'het licht'.

### Deel 5 - Op Leven en Dood
Hallorann ontvangt de boodschap en reist direct af richting Overlook, maar het hotel is moeilijk bereikbaar door de sneeuw. Jack belandt op een groot feest in de hal van het hotel waarop gasten uit de hele geschiedenis van het hotel aanwezig zijn. Hij ontmoet ober Delbert Grady. Grady beheerde voordien het hotel, werd toen krankzinnig en vermoordde zijn gezin, alvorens zelfmoord te plegen. Grady zet Jack ertoe aan om, net als hij, zijn gezin te 'corrigeren'. Intussen hoort Wendy Jack praten met mensen die er niet zijn. Als ze naar de hal gaat, vindt ze daar Jack, bewusteloos, achter de bar. Als Jack bijkomt wordt hij agressief tegenover Wendy en probeert hij haar te wurgen. Wendy slaat hem neer met een lege fles. Samen met Danny sluit Wendy Jack op in de voorraadkast en verschanst zich daarna met Danny in haar slaapkamer.
Als Jack bijkomt staat Grady bij de voorraadkast. Grady sart Jack en maakt hem daardoor nog agressiever. Vervolgens laat hij Jack beloven nu alles te doen om zijn gezin te vermoorden en laat hij Jack vrij. Het hotel wil Danny's gave voor zichzelf als Danny dood is. Jack bewapent zich met een roquehamer en verstopt zich in de hal. Als Wendy eten wil gaan halen, komt hij tevoorschijn en valt hij haar aan. Wendy raakt gewond, maar bereikt haar kamer en doet de deur op het slot. Danny is verdwenen uit de kamer, maar omdat Jack de deur staat in te rammen kan ze niets doen. Ze sluit zichzelf op in de badkamer. Eenmaal in de kamer, begint Jack ook op de badkamerdeur in te rammen. Als hij een bres in de deur geslagen heeft probeert hij het slot weg te halen, maar Wendy snijdt hem in zijn handen met een scheermesje.
Intussen is Hallorann aangekomen bij het hotel. De weg wordt hem versperd door de tot leven gekomen heggedieren. Hallorann weet de dieren te passeren en komt in het hotel. Jack heeft hem gehoord en besluit om eerst Hallorann uit te schakelen voor hij zich weer tot Wendy en Danny richt. Hij slaat Hallorann bewusteloos met de roquehamer en gaat dan op zoek naar Danny. Danny heeft zich verstopt in een hotelkamer. Als hij Jack hoort, vlucht hij naar de derde verdieping. Jack achtervolgt hem en sluit hem in. Als Danny Jack confronteert met het feit dat hij door het hotel misbruikt wordt, komt Jack even tot zichzelf. Als hij zijn zoon beveelt te vluchten, weigert Danny. Daarna begint Jack zichzelf te slaan met de roquehamer, waardoor het hotel alle controle over Jacks lichaam krijgt. Jack wil zijn zoon vermoorden, maar Danny herinnert hem eraan dat hij vergeten is de druk op de verwarmingsketel te verlichten. De ketel staat hierdoor op springen. Jack gaat naar de ketel toe om deze dicht te draaien. Danny, Wendy en Hallorann vluchten het hotel uit. Uiteindelijk ontploft de ketel en wordt heel het hotel, met Jack er nog in, vernietigd.
In de epiloog wonen Wendy en Danny bij Hallorann in Florida. Wendy gaat binnenkort met Danny ergens anders wonen. Danny moet het nu stellen zonder vader, maar besluit er het beste van te maken.

## Achtergrond
Nadat zijn vorige romans, Carrie en Bezeten stad, zich allebei afspeelden in kleine plaatsjes in King's eigen staat, Maine, wilde Stephen King voor zijn derde roman graag een andere omgeving. Zijn keuze viel uiteindelijk op Boulder, Colorado. Op 30 oktober 1974 bezochten Stephen King en zijn vrouw het hotel Stanley om meer van de omgeving aldaar te zien. Omdat het al tegen het einde van het vakantieseizoen was, waren de twee die nacht de enige gasten. Ze brachten de nacht door in kamer 217, waar het volgens verhalen zou spoken. Deze elementen werden door King later in zijn verhaal gebruikt. Volgens eigen zeggen had King die nacht in het hotel een nachtmerrie waarin zijn destijds drie jaar oude zoontje in de gangen van het hotel werd achtervolgd door een brandslang. Ook dit element is in het boek terug te vinden.
King liet zich voor The Shining ook inspireren door Ray Bradbury's The Veldt; een verhaal over man wiens dromen werkelijkheid worden. In 1972 had King al een idee voor een dergelijk verhaal genaamd Darkshine, maar dit boek is nooit voltooid. Andere inspiratiebronnen waren Shirley Jackson's The Haunting of Hill House, Edgar Allen Poe's Het masker van de rode dood en The Fall of the House of Usher, en Robert Marasco's Burnt Offerings.
King voltooide de eerste versie van The Shining in vier maanden tijd. De titel is gebaseerd op de zin  We all shine on... uit het lied Instant Karma! van John Lennon. King's redacteur Bill Thompson vond het onverstandig om na Carrie en Bezeten stad weer een horrorverhaal uit te brengen, aangezien volgens hem King zo een reputatie van horrorschrijver zou krijgen. King beschouwde dit echter als een compliment.

## Verschillen tussen het boek en de film
- De beruchte kamer 217 in het boek is in de film kamer 237.
- In Kubricks film gebruikt Jack een bijl als wapen. In het boek is dit een roquehamer.
- In het boek overleeft Hallorann het verhaal. In Kubricks film wordt hij bij zijn aankomst in Overlook door Jack vermoord.
- De achtervolgingsscène tussen Jack en Danny vindt in het boek plaats in het hotel. In Kubricks film vindt dit plaats in het doolhof van het hotel. Het doolhof is in het boek niet aanwezig en neemt in de film de plaats in van de heggendieren.
- In het boek gaat Danny bij kamer 217 naar binnen. In de film doet hij dit niet.
- In het boek wordt Jack, samen met het hotel, opgeblazen. In Kubricks film vriest Jack dood, nadat hij verdwaald is in het doolhof.
- In het boek is Danny nog in de kamer als Wendy op de vlucht is voor Jack. Hij ontsnapt later via het raampje in de badkamer.
- In Kubricks film komen de geesten van de tweelingdochters van Delbert Grady voor. In het boek komt de Grady-tweeling niet voor.
- Wendy heeft in Kubricks film zwart haar. King omschrijft haar in zijn boek als blondine.
- In het boek denkt Jack de vrouw in kamer 217 te zien zitten en dat ze achter hem aan komt. In de film ziet Jack haar duidelijk uit het bad komen en weet hij dat ze achter hem aankomt.